# Cayoosh Range
Die Cayoosh Range ist der nördlichste Abschnitt der Lillooet Ranges, einer Teilkette der Pacific Ranges und damit der Coast Mountains in der kanadischen Provinz British Columbia. Die Bergkette bedeckt eine Fläche von 1.009 km² und erstreckt sich von Südwest nach Nordost über etwa 65 km und von Südost nach Nordwest über etwa 20 km.

## Geographie
In einigen Klassifikationssystemen werden die Lillooet Ranges als eigenständiges Gebirge geführt, und nicht als Teil der Pacific Ranges, obwohl die Bendor Range, nördlich der Cayoosh Range jenseits des Anderson Lake als Teil der Pacific Ranges klassifiziert wird. Dies würde implizieren, dass sowohl die Cayoosh Range als auch die Lillooet Ranges ebenso dazugehören.
Die Cayoosh Range wird durch ihre Abgrenzung nach Süden durch das Tal des Cayoosh Creek definiert, dem die Duffey Lake Road, ein Abschnitt des Highway 99 von Pemberton-Mount Currie nach Lillooet folgt; die Straße bildet damit die südwestliche bzw. nordöstliche Grenze. Der Cayoosh Pass, zwischen dem Abfluss des Duffey Lake und dem Abstieg zum Pemberton Valley am Lillooet Lake gelegen, wurde erstmals 1860 durch einen Nicht-Indigenen, den Tiefbauingenieur James Duffey von den Royal Engineers, überquert. Duffey untersuchte ihn als mögliche alternative Überlandroute zur Douglas Road, was er später verwarf. Die Nordflanke der Cayoosh Range bildet das Tal mit dem Seton Lake und dem Anderson Lake sowie die Wasserscheide am Pemberton Pass mit dem Gates River einerseits und dem unteren Birkenhead River andererseits, der die äußerste Westgrenze darstellt.
Die benannten Gipfel der Kette sind auf den Westen beschränkt, während sich die höheren Gipfel im östlichen Teil befinden; diese sind meist unbenannt, Kletterern und Wanderern aber wohlbekannt. Klimatisch ist der westliche Teil durch ein alpines Seeklima mit kleinen Gletschern und starken Schneefällen gekennzeichnet. Den östlichen, höheren Teil kennzeichnet ein für den Fraser Canyon und das Interior Plateau typisches semi-arides Klima ohne permanente Schnee- und Eisfelder; bekannt ist der Ostteil für seine schönen alpinen Wiesen sowie die herrlichen Aussichten auf die Bergketten im Norden, Süden und Osten.
Der höchste Gipfel ist der Goat Mountain, ein weitgehend nicht sichtbarer Berg von 2.855 m Höhe zwischen dem Beginn des Seton Lake und dem Oberlauf des Downton Creek, eines Zuflusses des Cayoosh Creek. Er ist der dritthöchste Gipfel der Lillooet Ranges nach dem Skihist Mountain und dem Petlushkwohap Mountain, welche zur Cantilever Range westlich von Lytton gehören.
Der zweithöchste Gipfel der Cayoosh Range ist der Mount Marriott (2.735 m), genau südlich von D'Arcy (N'quatqua); er ist nicht nach der Familie des gleichnamigen Hotel-Imperiums benannt, sondern nach einem Offizier der RCAF, der im Zweiten Weltkrieg fiel. Weitere Gipfel sind der Cayoosh Mountain (2.561 m), der Cirque Peak (2.531 m), der Mount Gardiner (2.406 m), der Mount Oleg (2.587 m), der Saxifrage Mountain (2.501 m) und der Mount Rohr (2.423 m).